# MTV Video Music Award Ringtone of the Year
Le MTV Video Music Award Ringtone of the Year est une récompense décernée uniquement aux MTV Video Music Awards de 2006 pour la meilleure sonnerie de téléphone portable (issue d'une chanson) de l'année. Le lauréat était entièrement choisi par le public.
| Année | Lauréat                                                                       | Nomination |
| ----- | ----------------------------------------------------------------------------- | --- |
| 2006  | Fort Minor featuring Holly Brook et Jonah Matranga (en) - Where'd You Go (en) | - The Black Eyed Peas – My Humps - Bubba Sparxxx (featuring Ying Yang Twins) – Ms. New Booty (en) - Nelly (rappeur) (featuring Paul Wall) – "Grillz" - Kanye West (featuring Jamie Foxx) – Gold Digger |